# Талаганте
Талаганте (ісп. Talagante) — місто в Чилі. Адміністративний центр однойменної комуни і провінції. Населення міста - 49 957 осіб (2002). Місто і комуна входить до складу провінції Талаганте та Столичного регіону.
Територія — 126 км². Чисельність населення — 74 237 мешканців (2017). Щільність населення - 589,2 чол./км².

## Розташування
Місто розташоване за 35 км на південний захід від столиці Чилі міста Сантьяго.
Комуна межує:
- на півночі - з комуною Пеньяфлор
- на північному сході - з комуною Калера-де-Танго
- на сході - з комуною Сан-Бернардо
- на півдні - з комуною Ісла-де-Майпо
- на заході - з комуною Ель-Монте